# Riccardo Piacentini
Riccardo Piacentini (Moncalieri, 3 luglio 1958) è un compositore, pianista e saggista italiano.

## Biografia
Diplomato nel 1980 in Composizione e Pianoforte, laureato in Lettere con una tesi sui concerti per orchestra di Goffredo Petrassi, è titolare della cattedra di Composizione al Conservatorio di Milano.
Particolarmente attivo come compositore di foto-musica con foto-suoni per sonorizzazioni museali e come pianista del Duo Alterno con il soprano Tiziana Scandaletti, formazione con cui ha girato il mondo tenendo concerti e master-class in oltre sessanta Paesi, è autore di saggi e opere didattiche, tra cui Armonia tonale pubblicato da Curci (Milano 1999) e I suoni delle cose. Poetica del foto-suono tra Filosofia, E(ste)tica e Musica (Milano 2011). Edito da Agenda, BAM Beyond Any Music, Curci, Edipan, Rugginenti, Sconfinarte, le sue composizioni sono eseguite regolarmente in festival e rassegne internazionali, tra cui di recente alla Philharmonie de Luxembourg, la Bilkent University di Ankara, il Bangkok Art and Culture Centre, la Pyatt Hall di Vancouver, il Klara Festival di Bruxelles, il BKA Theater di Berlino, la Walt Disney Concert Hall / REDCAT di Los Angeles, il Beijing Modern Music Festival di Pechino, il Teatro dell'Opera di Ulan Bator.
Tra i suoi maestri Carlo Pinelli, allievo di Giorgio Federico Ghedini, e Franco Donatoni. Ha inoltre frequentato corsi e seminari con Sylvano Bussotti, György Ligeti, Ennio Morricone, André Richard (al Centro Heinrich Strobel di Friburgo, dove lavorò Luigi Nono) e Karlheinz Stockhausen.

## Discografia
- 1989 - Incontri di musica sacra contemporanea (AA.VV., Rusty Records CLK 317/c)
- 1991 - Het Trio (AA.VV., Happy New Ears 2 CA 911)
- 1992 - Tiziana Moneta e Gabriele Rota (AA.VV., Edipan PAN 3042)
- 1992 - Dubidubidù (AA.VV., DDT 19203)
- 1995 - Poesia e musica dell'oggi (AA.VV., Rivoalto CRR 9511)
- 1997 - La crava mangia 'l muri (AA.VV., Datum-Stradivarius DAT 80006)
- 1998 - Mal'akhim (CD monografico, Nuova Era (CD 7336)
- 1999 - Musiche dell'aurora (CD monografico, Fondazione Italiana per la Fotografia - Rive-Gauche Concerti RG 00005)
- 1999 - Shahar (CD monografico, Curci E. 11351 C.)
- 2000 - Musiche per Pellizza da Volpedo (AA.VV., Nuova Era CD 7351)
- 2001 - Arie condizionate (CD monografico, Fondazione Italiana per la Fotografia - Rive-Gauche Concerti RG 00009)
- 2001 - Musica d'oggi e spiritualità (CD-rom con musiche di R. P., Rive-Gauche Concerti (RG 00008)
- 2001 - Antonio Segafreddo. Percussion solos and percussion in chamber music (AA.VV., Rivoalto - Sonàr CRR 2013)
- 2003 - Treni persi (CD monografico, Provincia di Torino - Rive-Gauche Concerti RG 00012)
- 2004 - Suono Sonda 3 (AA.VV., Suono Sonda FD/0304)
- 2004 - Mina miniera mia (CD monografico, Provincia di Torino - Rive-Gauche Concerti RG 00014)
- 2004 - Musiche della Reggia di Venaria Reale (CD monografico, Regione Piemonte - Rive-Gauche Concerti RG 00015)
- 2005 - La voce contemporanea in Italia - vol. 1 (AA.VV., Stradivarius STR 33708)
- 2006 - La voce contemporanea in Italia - vol. 2 (AA.VV., Stradivarius STR 33743)
- 2007 - Pantoduo - Dalla terra al cielo (AA.VV., Alessio Brocca Edizioni BA 137 CD)
- 2007 - Italienischer Gesangsabend mit dem Duo Alterno (AA.VV., Steirischer Tonkünstler Bund STB 07/07)
- 2007 - La voce contemporanea in Italia - vol. 3 (AA.VV., Stradivarius STR 33769)
- 2009 - La voce contemporanea in Italia - vol. 4 (AA.VV., Stradivarius STR 33833)
- 2010 - La voce crepuscolare (AA.VV., Stradivarius STR 33839)
- 2011 - La voce contemporanea in Italia - vol. 5 (AA.VV., Stradivarius STR 33895)
- 2014 - La voce contemporanea in Italia - vol. 6 (AA.VV., Stradivarius STR 33976)
- 2015 - Joking birds (AA. VV., Tactus TC 960001)
- 2016 - Turin Event. Duo Alterno (AA. VV., Steirischer Tonkünstler Bund STB 17/02)
- 2016 - Sonorizzazione della mostra "Milan Rasla: Kliki-haki" (CD monografico, Accademia Albertina di Belle Arti di Torino, Rive-Gauche Concerti RG 00016)
- 2016 - Kliki-haki for Milan Rasla (CD monografico, LEAD Records MZQ 8-02637-302020)
- 2017 - Tosti 1916. The last songs on original Erard piano 1904 (AA. VV., Urania Records LDV 14033)
- 2018 - Sonorizzazione della mostra "Autoritratti non figurativi" (CD monografico, Museo Giuseppe Scalvini di Desio-Monza, Rive-Gauche Concerti RG 00017)

## Composizioni
Opere con elettronica e/o foto-musica:
- GPlot per uno per clarinetto basso e live-electronics (1990, elaborazione elettronica presso il Centro Heinrich Strobel della Sudwestfunk di Friburgo in Brisgovia, prima esecuzione Basilea, 1991);
- Lyriche per voci, clarinetti e suoni concreti (1991, rev. 1992, prima esecuzione Torino, 1992);
- 7x7+7. Otto filastrocche per voce di mamma e nastro magnetico (1995, elaborazione elettronica presso l'Edison Studio di Roma, prima esecuzione Roma, Accademia Nazionale di Santa Cecilia, Teatro Quirino, 1998);
- Il viaggio finisce qui, melologo su testi di Eugenio Montale per corno di bassetto, arpa e nastro magnetico (1994-96, elaborazione elettronica presso gli studi del DIST di Genova, prima esecuzione Genova, Teatro Carlo Felice, 1996);
- Mal'akhim, dramma spirituale in un atto e tre quadri per soli, cori, organo e nastro magnetico (1996/7, elaborato presso gli studi del CRIM di Torino, prima esecuzione Vancouver, Western Concert Opera, Saint Andrew Westley Church, 1997);
- Musiche dell'aurora per soprano, flauto basso e supporto audio-digitale (sonorizzazione della VIII Biennale Internazionale di Fotografia, Torino, Palazzo Bricherasio, 1999);
- Shahar per flauto basso con soprano e supporto audio-digitale ad libitium (1996, rev. 1999, prima esecuzione Torino, 1999);
- Arie condizionate per voce femminile, mani, trombone e foto-suoni su supporto audio-digitale: I. Mano mobile clic, II. Aria di paragone, III. Raep on (sonorizzazione della IX Biennale Internazionale di Fotografia, Torino, Palazzo Bricherasio, 2001);
- Tips & fingers per marimba e supporto audio-digitale (2001);
- Sine nomine per soprano, voce recitante, 13 archi e foto-suoni (2001, prima esecuzione Milano, Palazzina Liberty, 2002);
- Midi laus, nelle versioni per flauto, clarinetto in la, violoncello e supporto audio-digitale; oppure flauto, clarinetto in si bemolle, contrabbasso e supporto audio-digitale; oppure flauto, corno inglese, clarinetto in la e supporto audio-digitale (2000, prima esecuzione Assisi, Festival Harmonia Mundi, 2000);
- Treni persi, cantata per voce viaggiante, voce che ha viaggiato, archi, percussioni e foto-suoni (sonorizzazione del Museo ferroviario di Bussoleno, parte 1, 2003);
- Un petit train de plaisir per orchestra d'archi, con voce recitante e “foto-suoni” ad libitum, da Gioachino Rossini (sonorizzazione del Museo ferroviario di Bussoleno, parte 2, 2003);
- Gioco-treni per foto-suoni campionati: I. Sinfonia, II. Recitativo del ferroviere, III. Aria e danze del freno, IV. Ricercare antico con fischi e trombe, V. Cori battenti dei pendolari, VI. Sinfonia II (sonorizzazione del Museo ferroviario di Bussoleno, parte 3, 2003);
- Mina miniera mia per voci e foto-suoni (sonorizzazione delle Miniere di Traversella, 2004);
- Picander 2004, azione tragicomica per soprano, bass-baryton, flauto, archi barocchi, clavicembalo e foto-suoni (2004);
- Musiche della Reggia di Venaria Reale per voci, ensemble barocco e foto-suoni (sonorizzazione della Reggia di Venaria Reale, 2004);
- XXIV per flauto, violino e foto-suoni (2004, prima esecuzione Rovigo, Kermesse dantesca, 2004);
- Jeux d'eaux et d'oiseaux per foto-suoni esotici (2004, prima esecuzione Bellina-Cuneo, Festival Internazionale Antidogma, 2004);
- Jazz motetus VI (Cricket play) per pianoforte e foto-suoni (2005, prima esecuzione San Pietroburgo, 2005);
- Et amoris. Tango pour Bruno per soprano, orchestra d'archi e foto-suoni (2005, prima esecuzione Torino, 2005);
- Foto-suoni per le Universiadi per foto-suoni (2006, prima esecuzione Bardonecchia, 2007);
- The Brown Cage per voce femminile, violoncello, pianoforte e foto-suoni (2007, prima esecuzione New York, Modern Works, 2007);
- Jardins sur la pluie per flauto, violoncello, pianoforte e foto-suoni (2007, prima esecuzione Torino, Conservatorio Giuseppe Verdi, 2008);
- An Mozart, pezzo modulare per quartetto d'archi con o senza foto-suoni con o senza voce e pianoforte (2008, prima esecuzione Toronto, SoundaXis Festival, 2008);
- Foto-suoni delle nuove scienze per voci su nastro, pianoforte e foto-suoni (2009, prima esecuzione Toronto, Bata Shoe Museum, 2009;
- Piano, alla corda per pianoforte a quattro mani e foto-suoni (2009, prima esecuzione Milano, 2009);
- Presto Vivaldi per quattro campane tubolari, vibrafono e pianoforte a quattro mani e foto-suoni (2010, prima esecuzione Alessandria, 2010);
- Ulaanbaatarin doo per pianoforte, voce del pianista e foto-suoni (2010, prima esecuzione Ulan Bator, Teatro dell'Opera, 2010);
- Quattro canzóne napulitane per soprano, pianoforte, orchestra e foto-suoni ad lib. (2010, prima esecuzione Milano, Teatro dal Verme, 2010);
- Canson piemonteisa per soprano, pianoforte, orchestra e foto-suoni ad lib. (2010, prima esecuzione Milano, Teatro dal Verme, 2010);
- Rataplànplanplan per pianoforte e foto-suoni animali (2011, prima esecuzione Berlino, BKA Theater, 2012);
- Jazz motetus IX (Out of the blue) per una o due o tre o quattro chitarre e foto-suoni (2012, prima esecuzione Lagonegro, Festival di Lagonegro, 2012);
- Friûl per pianoforte e foto-suoni (2013, prima esecuzione Udine, Amici della Musica, 2012);
- À la vie per uno o due esecutori (un pianoforte), video-proiezioni e “foto-suoni sussurrati”, su due opere pittoriche di Kazimir Severinovič Malevič e Umberto Boccioni, testi di Rainer Maria Rilke (2014, prima esecuzione Vancouver, Pyatt Hall, 2014);
- Foto-suoni per Paraloup (parti 1, 2, 3) per pianoforte e foto-suoni (2014-15, prime esecuzioni Torino 2014, Cuneo 2014, Riva presso Chieri, 2015);
- Nove favole del Re Spiro per chitarrista danzante e foto-suoni, su nove danze rinascimentali e testi dell'autore (2015, prima esecuzione integrale Grugliasco, Parco Culturale Le Serre, 2016);
- Aimez quand on vous aime! per pianoforte e foto-suoni (2016, prima esecuzione Maracay, Teatro Italia, 2016);
- Kliki-haki for Milan Rasla sette scioglilingua per 7 esecutori, piedi e foto-suoni (2016, prima esecuzione live Roma, Accademia Filarmonica, 2017);
- FOTO-SONGS dai luoghi di culto del mondo per foto-suoni registrati a Bangkok, Singapore, Stoccarda, Strasburgo (2014-16);
- FOTO-SONGS dalle strade del mondo per foto-suoni registrati a Addis Abeba, Istanbul, Melbourne, Portland, San Francisco, San Paolo (2014-17);
- Mix Gianduja per supporto audio-digitale con foto-suoni (1991-2017);
- Hay Choclos! A new bio-piece on tango father's “El choclo” for soprano, 3 voice ensemble and 11 amplified players, with Argentine and Uruguayan foto-suoni ad libitum (2018, versione con foto-suoni);
- FOTO-SONGS su autoritratti non figurativi per supporto audio-digitale con foto-suoni (2018);
- Tacerò lagnandomi per voce narrante, pianoforte multitasking e foto-suoni. Testi e drammaturgia di Sandro Cappelletto (2018, prima esecuzione Torino, 2018).
- FOTO-SONGS dai Paesi del Mediterraneo per foto-suoni registrati in Egitto, Algeria, Malta, Italia (2010-19);
- Jazz motetus X (Como un caballito de mar) per voce apparente, pianoforte e foto-suoni, su un verso di Federico Garcia Lorca (2019, prima esecuzione Buenos Aires, 2019);
- FOTO-SONGS con soundwatching ai tempi del coronavirus per foto-suoni registrati a Torino durante il lockdown (2020).

Altri lavori:
- ... et coetera per 10 strumenti (1985, vers. 1986, prima esecuzione Parigi, Auditorium 105 di Radio France, 1986);
- Alterno per orchestra d'archi (1986, prima esecuzione San Daniele del Friuli, Festival di Musica Contemporanea, 1986);
- Sacre per soli, coro e orchestra (1989, prima esecuzione Roma, Incontri di Musica Sacra Contemporanea, Basilica di San Marco, 1989);
- Keir per orchestra (1989, prima esecuzione Anzio, Festival Internazionale, 1989);
- Cohesive ends (Sticky) per 14 strumenti e 5 esecutori (1989, prima esecuzione Bologna, Accademia Filarmonica Romana, 1989);
- L'aura per orchestra d'archi (1991);
- For four per quartetto d'archi (1992-94, prima esecuzione Roma, Festival Nuova Consonanza, Acquario Romano, 1994);
- For de la bella bella caiba per flauto, soprano in eco e orchestra d'archi (1995, prima esecuzione Castiglione delle Stiviere, Teatro Sociale, 1995);
- Due laude di Jacopone per soprano, violino, violoncello, orchestra da camera e organo (1995, prima esecuzione Firenze, Festival di Pasqua, Chiesa di San Felice, 1995);
- Uno a cui, melologo per voce recitante, chitarra, sax e percussioni (1995, prima esecuzione Roma, Festival Nuova Consonanza, 1995);
- Laus sine voce per orchestra (1996);
- Jazz motetus III per orchestra d'archi (1997, prima esecuzione Jesi, Festival di Musica Contemporanea, 1997);
- Picander's, o Il grigliabeto risonante, azione tragicomica per soprano, baritono, 8 strumenti e pubblico (1999, prima esecuzione Foggia, I Solisti dauni, Piccolo Teatro, 1999);
- Macchina per Il Quarto Stato per voce femminile, clarinetto piccolo e quartetto d'archi (2000, prima esecuzione Torino, Celebrazioni per Giuseppe Pellizza da Volpedo, 2000);
- Jazz motetus V (Piperita blues) per voce, flauto, clarinetto, violino, basso elettrico, organo hammond e pianoforte (2001, prima esecuzione Bologna, 2001);
- Tre danze logosferiche per voce recitante, flauto e arpa (2002, prima esecuzione Senigallia, Musica Nuova Festival, 2002);
- Rayna possentissima per soprano e orchestra (2001, prima esecuzione Bologna, Teatro Comunale, 2002);
- Un petit train de plaisir per orchestra d'archi, con voce recitante ad libitum, da Gioachino Rossini (2003, prima esecuzione Milano, Palazzina Liberty, 2003);
- Jazz motetus VII per violoncello e pianoforte (2004, prima esecuzione Alessandria, Conservatorio, 2004);
- fff con triangolo per clarinetto in si bemolle, tre bongos e triangolo (2006, prima esecuzione Saluzzo, Festival Antidogma, 2006);
- Jazz motetus VIII (arpège) per flauto, o clavicembalo, o flauto e clavicembalo (2009, prima esecuzione Venosa, XI Festival Giornate Gesualdiane Internazionali, 2009);
- Nome non ha per pianoforte a quattro mani suonato sulla cordiera (2012, prima esecuzione Milano, Teatro Dal Verme, 2013);
- Deh... oh... per voce, flauto, clarinetto, violino, violoncello, vibrafono e pianoforte (2012, prima esecuzione Busseto, Teatro Verdi, 2013);
- Così parlò Beatrice per quattro voci a cappella (soli o coro), un inno alla gioia universale sul XXIV Canto del Paradiso dantesco (2009/13, prima esecuzione Breslavia, MusMa Festival, 2013);
- Cori di luce e d'ombre per 2 gruppi corali, voce recitante e organo (2014-15, prima esecuzione Piacenza, 2015);
- Joking birds per 2 voci, 2 comparse e 3 strumenti (2015, prima esecuzione Ascoli Piceno, 2015);
- Quattro canzóne napulitane (vers. Baku) per soprano, pianoforte e orchestra (2010-15, prima esecuzione Baku, 2015);
- Monologhi al vento per voce narrante, flauto e flauto in sol (1 es.), clarinetto in la e clarinetto basso (1 es.) e violino (2017, prima esecuzione Milano, 2017);
- Hay Choclos! A new bio-piece on tango father's “El choclo” for soprano, 3 voice ensemble and 11 amplified players, with Argentine and Uruguayan foto-suoni ad libitum (2018, versione senza foto-suoni);
- Six fugitives per soprano, quartetto d'archi e pianoforte (2018, prima esecuzione Waterloo-Toronto, 2018);
- Bisvocalizzi vocalizzi in forma di bis per una o due voci e pianoforte (2018, prima esecuzione Torino, 2019);
- Jazz motetus XI (Leibniz) per flauto in sol, clarinetto in si bemolle, violino e viola o violoncello (2019, prima esecuzione Milano, 2019).

Composizioni per un solo esecutore:
- Cantico spirituale (1993) per voce di baritono; Fugitives. Tre frammenti da Baudelaire (1994) per voce di soprano; Uno, due, tre (1984), Yantra (1989), Nove favole del Re Spiro (2014-16)” per chitarra; Crumbling (1989, rev. 1995) per violino; Dieci spleens (1991) per clarinetto in si bemolle; Sketch ((Cinque pezzi per un bambino) (1986), Flying (1990), Beaux gestes (1991), Madrileño (1991, rev. 1998), Due fogli (1992); Steli (1997), Jazz motetus VI (Cricket play) (2005, con foto-suoni), Venexiàn (2007), Jiang Su Jen (2008), Romanesco (2009, anche con foto-suoni), Friûl (2013, anche con foto-suoni); Berliner (2013, con foto-suoni), À la vie (2014, con foto-suoni), Canzoni dell'ippopippo (2013-17), Musiche per Leonardo (Études) (2018), Wanishi (2019) per pianoforte; A.B.E.G.G. (1992) per clarinetto basso; Aforismi della desolazione (1994) per corno di bassetto; Serenata per un fischietto (1995) per clarinetto piccolo; Petit (1991) per ottavino, Moins petit (1992) per flauto in do; Amariamori (1992) per flauto in sol, Shahar (1996, vers. per solo flauto basso); Con fuoco (1995) e Pezzi afrodisiaci (2016-17) per violoncello; Mare (1996) per arpa; Floppy (1996) per trombone; Altri aforismi (1995/2004) per sax baritono; Jazz motetus VIII (arpège) (2009) vers. per solo flauto; Jazz motetus VIII (arpège) (2009) vers. per solo clavicembalo; A men (1992), Musiche per Leonardo (Jeu) (1998), Manualiter silentii (2012) per organo; ecc.